# Bát cực quyền

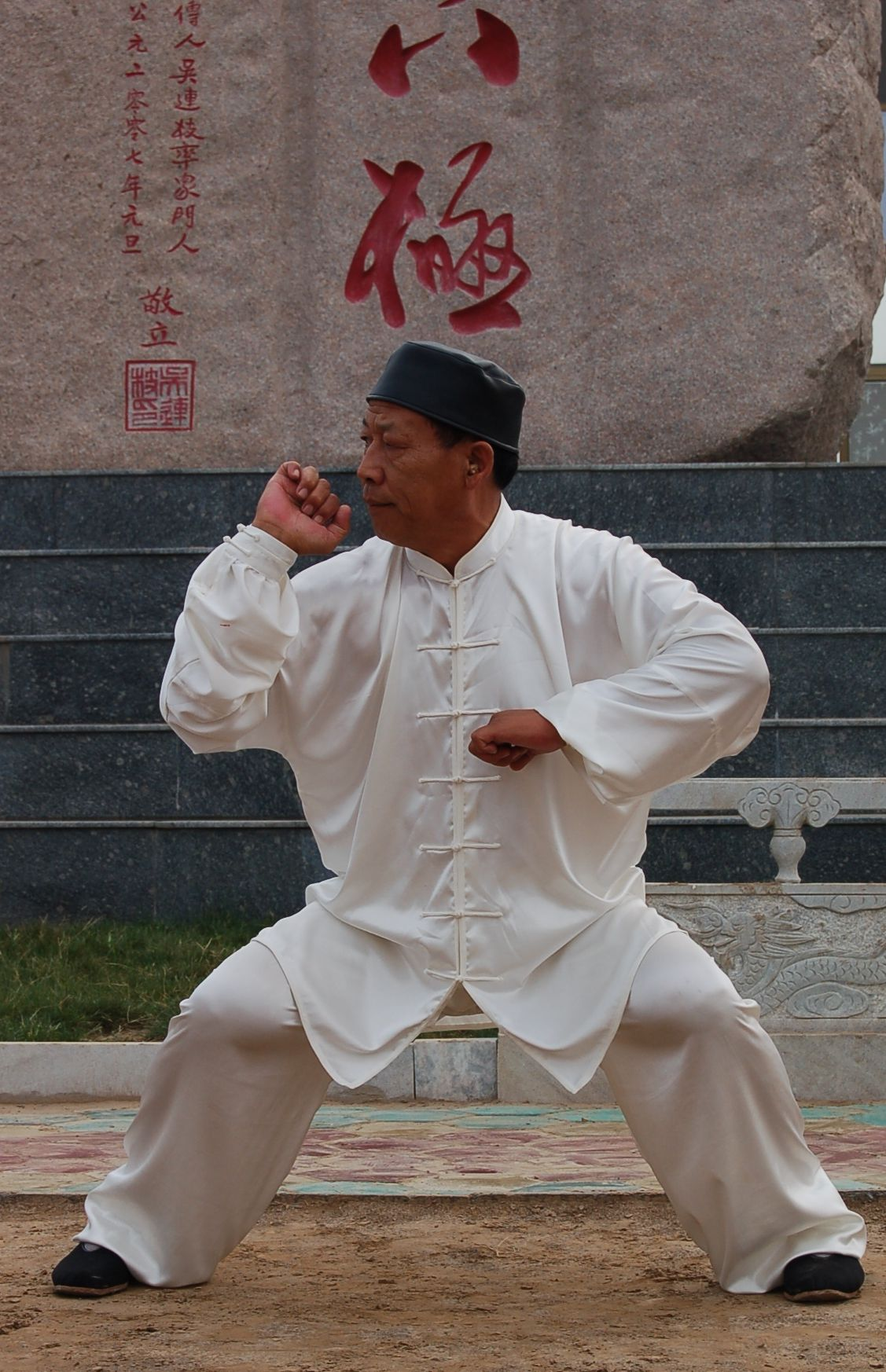
Sư phụ Ngô Liên Chí đang biểu diễn động tác đánh cùi chỏ đặc trưng của môn phái Bát Cực quyền

Bát cực quyền (chữ Hán: 八極拳, bính âm: Bājí quán) là một quyền phái trong các phái võ miền Bắc của Trung Hoa xuất xứ từ Mạnh Thôn thuộc khu tự trị dân tộc Hồi, cách Thương Châu tỉnh Hà Bắc (Trung Quốc) khoảng 37 km về hướng Đông Nam. Đây là một hệ thống quyền được hình thành và phát triển mạnh trong khoảng những năm 1644 thời nhà Thanh. Đặc điểm kỹ pháp của Bát cực quyền là giá thức ngắn nhỏ tinh luyện, động tác nhanh-mạnh-gọn-dứt khoát, kình lực khỏe, đổi-hất-ép-dựa, hất-lắc-đột kích, lấy khí thực lực, lấy tiếng giúp thế, khí thế áp đảo, ra tay lẹ như tên bắn, bước thọc như đục đá, lên mạnh xuống cứng, đốt (tiết) ngắn, thế hiểm. Khi diễn luyện bắt đầu thì uy mạnh như hổ, điềm tĩnh như gấu, nhanh hiểm như ưng, xoay chuyển như xà (rắn). Trong lịch sử, Bát cực quyền được giới võ lâm Trung Quốc đề cao hết mực, Càn Long hoàng đế đời Thanh có câu: "Văn dụng Thái cực an thiên hạ, Vũ hữu Bát cực định càn khôn". Trong giai đoạn Thanh triều, hầu hết các hoàng đế đều học Bát cực quyền và dùng các võ sư của môn phái này làm hộ vệ hoặc làm giáo đầu cho các võ quan cao cấp của mình. Vị sư phụ danh tiếng của môn Bát cực quyền là thần thương Lý Thư Văn.

## Danh xưng
Tên đầy đủ là "Khai môn bát cực quyền" (chữ Hán: 開門八極拳; bính âm: Kāimén bā jí quán), còn gọi là "Nhạc sơn bát cực quyền". Tên tiếng Anh phiên âm từ tiếng Hoa Bājí quán, romaji: Hakkyokuken, dịch nghĩa tiếng Anh: Eight Extreme Fist). Gọi tên "Khai môn giả" (người mở cửa) bắt nguồn từ sáu đường mở cửa từ đó làm hạt nhân kỹ pháp, phá bung môn hộ của đối phương (tức giá tử phòng thủ). Gọi Bát Cực là dùng theo hệ cổ đại bảo: "ở ngoài chín châu có tám dần ("bát dần")" ở ngoài bát dần thì có bát hoằng, ngoài bát hoằng thì có bát cực" Dần là nơi xa nhất của tám phương. Gọi là "Nhạc sơn", tương truyền ở Hà Nam có chùa Nhạc Sơn là nơi bắt nguồn của Bát Cực quyền nên mới lấy tên là Nhạc Sơn. Bát cực quyền bắt đầu theo ghi chép thì có hai thuyết: một thuyết nói do đạo sĩ họ Lại dạy nghề cho Ngô Chung người thôn Hậu Trang Khoa, huyện Khánh Vân, tỉnh Hà Bắc, còn thuyết kia thì cho rằng Trương Nhạc Sơn người Hà Nam truyền cho Ngô Chung. Ngô Chung truyền nghệ cho con gái là Ngô Vinh. Về sau nhà họ Ngô di cư đến trấn Mạnh thôn, huyện Thương tỉnh Hà Bắc, do đó Mạnh Thôn dần trở nên nơi truyền bá Bát cực quyền.

## Đặc điểm

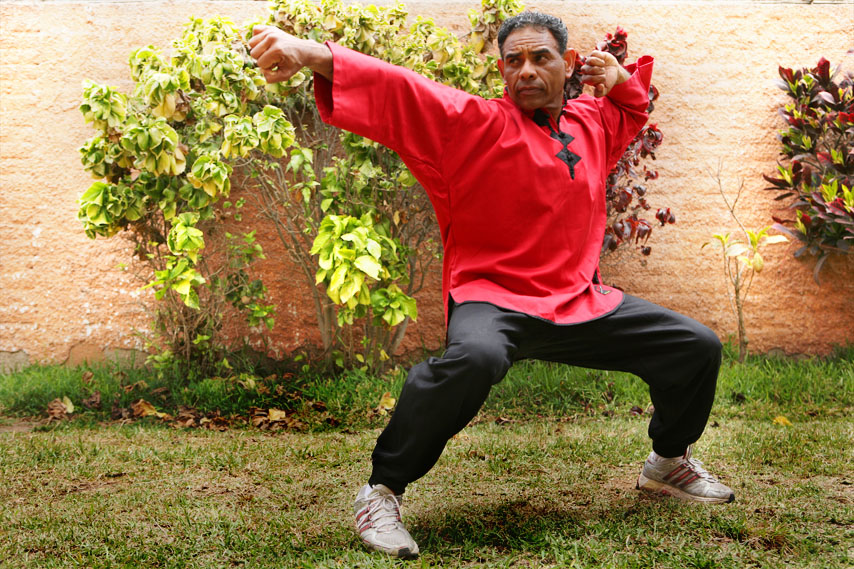
Thế võ Bát Cực quyền

Bát cực quyền hấp thu được tinh hoa của Thiếu Lâm phái, Võ Đang phái, Không Động phái nhấn mạnh đặc tính cương mãnh, chủ về tấn công. Hệ thống này thường áp dụng chiêu thức liên châu pháo trong cận chiến, thế mạnh như dương cung, sấm sét, mạnh bạo, dữ dội và đầy bất ngờ với uy lực phát huy tối đa từ nắm tay, cùi chỏ, đầu gối, đầu. Những công phu trấn sơn tinh hoa của Bát cực quyền bao gồm Bát cực nội công tâm pháp với 64 thế thủ, 24 thức, 8 đỉnh, 12 đề, 108 chiêu biến hóa tấn công, và Lục hợp đại thương mật phổ. Do tính chất thực dụng, kỹ thuật đơn giản mà hiệu quả, hệ phái võ thuật cổ điển này hiện nay rất phổ biến ở Bắc Trung Quốc và được nhiều giới theo học, nhất là thanh niên. Tuy nhiên do Bát cực quyền rất khó luyện đại thành, đòi hỏi môn đồ thực hành cần cù miệt mài nên ít người đạt trình độ cao. Các bài võ chủ yếu là: Bát Cực tiểu giá, bát cực quyền (còn gọi là bát cực đối tiếp), sáu đầu khuỷu, bát cực giá mới, bát cực cương kình, bát cực hai trục, bát trận quyền, về khí giới thì có lục hợp đại thương, đâm nhau đại lục hợp là chính.

## Danh nhân

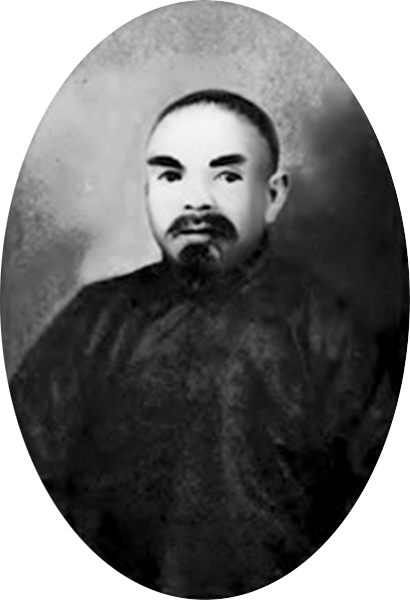
Lý Thư Văn

Đời Khang Hy triều Thanh, quyền sư Đinh Phát Tường chuyên luyện Bát cực quyền ở Mạnh Thôn đã thượng đài hạ gục hai đại lực sĩ người Nga tự xưng là vô địch thiên hạ từng hạ thủ nhiều cao đồ Trung Quốc. Đinh Phát Tường sau đó đã được vua Khang Hy ban tặng danh hiệu "thiết tráng sĩ võ hiệp". Sau Đinh Phát Tường, lần lượt các danh nhân Bát cực quyền được biết đến, khiến môn phái ngày càng lừng danh như Bắc phương thần thương thủ Ngô Chung, Lý Thư Văn, Đinh Ngọc Lâm, Ngô Tú Phong, Mã Hiển Đạt. Hiện nay, người kế thừa và phát dương tinh hoa Bát cực quyền Mạnh Thôn là võ sư Đinh Nhuận Hoa, hậu duệ đời thứ 13 của Đinh Phát Tường. Ông hiện là chủ tịch Hiệp hội võ thuật khu tự trị dân tộc Hồi tỉnh Hồ Bắc và là Chủ nhiệm Võ quán Tinh anh Bát Cực quyền với hơn 3000 môn đồ. Từ đây, nhiều đệ tử của Nhuận Hoa đã thành danh, như 13 trọng tài võ thuật cấp quốc gia, 35 võ sĩ từng đoạt ngôi vô địch hoặc thứ hạng cao trong các giải Wushu toàn quốc, 125 huấn luyện viên Wushu cao cấp. Đặc biệt võ sĩ Lý Chiếm Hoa, môn đồ của Đinh Nhuận Hoa, đã từng tham gia đoàn Wushu Trung Quốc biểu diễn Bát cực quyền tại Nhật Bản, Ấn Độ, Hàn Quốc, Úc, Indonesia, Singapore và được tán thưởng với những tuyệt kỹ công phu của Bát cực quyền.

## Văn hoá đại chúng
Bát Cực quyền còn được biết đến qua văn hoá đại chúng với các sản phẩm truyện tranh (manga) và trò chơi điện tử của Nhật Bản. Trong đó có bộ truyện tranh Keni (được biết đến ở Việt Nam với tên gọi Quyền nhi Phương Thế Ngọc) của tác giả Matsuda Ryuchi và hoạ sĩ Fujiwara Yoshihide minh họa về Goh Kenji (Cương Quyền Nhi), một võ sinh người Nhật theo học môn võ Bát cực quyền, đây là cuộc đời của một cậu bé người Nhật vốn có sự yêu thích đặc biệt với môn võ Bát cực quyền là môn võ mà ông nội của anh truyền thụ từ lúc nhỏ. Sau nhiều chuyến giao lưu đã thụ giáo với nhiều cao thủ võ lâm và học thêm nhiều chiêu thức võ công của các môn võ khác để hoàn thiện trình độ Bát cực quyền rồi đánh bại là Tony Đàm, một thành viên thuộc Hội Tam hoàng và là một võ sinh có trình độ điêu luyện trong các môn võ như Thiếu lâm, Hồng gia quyền, Tâm ý lục hợp quyền. Trò chơi điện tử Bloody Roar (Đấu trường đẫm máu) có nhân vật võ sư Shin Long với nhiều đòn thế chiêu thức Bát Cực quyền.